# Giovanni Battista Pirelli

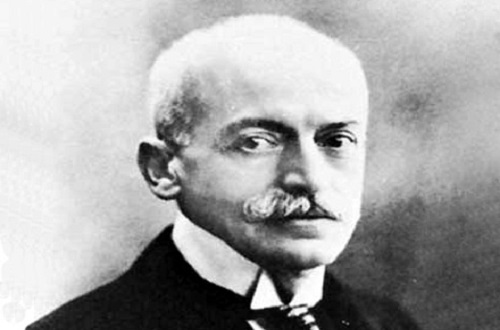
Giovanni Battista Pirelli

Giovanni Battista Pirelli (* 21. Dezember 1848 in Varenna im habsburgischen Königreich Lombardo-Venetien; † 20. Oktober 1932 in Mailand) war ein italienischer Ingenieur, Mathematiker, Freiheitskämpfer und Politiker. Er gründete 1872 das Unternehmen Pirelli.

## Leben
Er besuchte die Schule in Como und studierte mathematische Physik an der Universität Pavia, später Wirtschaftsingenieurwesen am Polytechnikum Mailand. Nach Abschluss des Studiums schloss er sich in Mailand der italienischen Nationalbewegung („Risorgimento“) an, die unter der Führung von Giuseppe Mazzini und Giuseppe Garibaldi für die Unabhängigkeit Italiens kämpfte. Im Vorfeld der nationalen Einigung Italiens kämpfte er mit den Rothemden gegen die österreichische Besatzungsmacht. Nach der Proklamation des Königreichs Italien im Jahr 1861 zog er in den Senat des neuen Nationalstaats ein.
Nachdem er ab 1870/71 eine Reise durch die Schweiz und Deutschland unternommen hatte, um sich mit den Produktionstechniken der dortigen Gummiindustrie vertraut zu machen, nahm Giovanni Battista Pirelli einen Kredit auf und gründete 1872 in Mailand die Gummifabrik Pirelli & C. Er stand in Konkurrenz zur marktbeherrschenden französischen Industrie. Er hatte anfangs etwa 35 Arbeiter und einige Kenntnisse im Vulkanisierungsverfahren.
Pirelli produzierte Drähte, isolierte Kabel, und auch die ersten Telegraphen- und Telefondrähte für die italienischen Streitkräfte. Für das 1883 in Mailand eröffnete Zentrale Edison-Elektrizitätswerk lieferte er die mit Gummi überzogenen neuartigen Kabel. Ab 1887 produzierte und verlegte er auch Unterwasserkabel.
Ab 1890 begann Pirelli mit der Produktion von ersten luftgefüllten Fahrradbereifungen. Ab 1899 belieferte er auch die rasch aufgestiegene italienische Automobilindustrie mit Luftreifen. Ab 1901 arbeitete sein älterer Sohn Piero Pirelli mit im Unternehmen.
1902 eröffnete Giovanni Battista Pirelli eine Produktionsniederlassung im spanischen Barcelona, die auch elektrische Kabel herstellte. 1916 war er Präsident der größten italienischen Arbeitgeberorganisation Confindustria. 1917 stieg er in das Geschäft mit Hochspannungskabeln ein.
Da Pirelli seine größten Umsätze in ausländischen Märkten erzielte, war er von der italienischen Wirtschaftspolitik weitgehend unabhängig.